# Процес над членами ОУН-УПА (лютий 1956)
Процес над членами ОУН-УПА (9.02 — 16.02.1956) відбувся в Івано-Франківську.
Судила «трійка» — Воєнний Трибунал Прикарпатського Округу — голова-суддя Карплюк. Судова «справа» мала 11 томів, прослухано 86 свідків, в тому числі зрадників «Голуба» — Цапея Миколу, «Верещака» — Онуфрака В. Г. і колишніх агентів МГБ. Розстріли відмінено «Деркачу», «Дубу» і «Яркому» 30.05.1956 року.
Підсудні:
1. Гринішак Лука Михайлович-«Довбуш», (* 1918, с.3елена, Надвірнянський район — † 13 вересня 1956, Київ, розстріляний.) — сотник УПА, командир куреня «Бескид». Арештований перший раз 15.09.1951 року провокацією, а 3.01.1952 р. — утік. Другий раз арештований 12.05.1954 р. в с. Лоєва Надвірнянського р-ну зрадниками «Дубом» — Вадюком Антоном і «Залізняком» — Мельником Іваном, братом «Хмари».
2. Зеленчук Михайло Юрійович-«Деркач», (* 27.09.1924 , с. Зелена, Надвірнянський район — † 19.01.2013, Івано-Франківськ) — хорунжий УПА, чотовий, районний референт СБ Надвірнянщини, арештований 8.05.1955 р. на зв'язку в своєму рідному селі підпільниками-провокаторами «Горлісом» і «Верещаком», які додали в їжу наркотичні засоби, що паралізували людину. Засуджений на розстріл, 30.05.1956 замінено на 25 літ. Просидів у таборах суворого режиму 16 років і 6 місяців.
3. Верхоляк Дмитро Кузьмич-«Дуб», (* 1928, с. Манява, Богородчанський район). З 1952 р. вістун УПА, боївкар-зв'язківець, вступив у підпілля 1948 р., арештований зрадою «Остапа» 9.07.1955 р., засуджений на розстріл, замінено на 25 літ, які повністю відсидів. Живе в с. Марково Богородчанського р-ну.
4. Обрубанський Ярослав Дмитрович-«Яркий», (* 1915, м. Делятин, Надвірнянський район) — старший булавний УПА, десятник Карпатської Січі, бунчужний сотні «Крука», арештований 8.05 1955 р. з допомогою наркозу разом з «Деркачем», засуджений на розстріл, замінено на 25 літ, відсидів 14 років, збожеволів і звільнений достроково «актірований», помер вдома.
5. Іванків Степан Миколайович-«Остап», (* 1923, с. Жураки, Богородчанський район) — боївка СБ, з 1952 р. вістун УПА, захоплений у дівчини, видав Верхоляка, засуджений на 25 років, замінено на 10 літ, які відбув і жив у с. Нараїв.
6. Венгрин Микола Григорович-«Байда», (* 1909, с. Зелена, Надвірнянський район) боївкар ОУН, з 1952 р. вістун УПА, арештований 20.05.1955 р. зрадниками «Горлісом» і «Верещаком», засуджений на 25 років, замінено на 10 років, всі просидів, жив у с. Зелена Надвірнянського р-ну.
7. Попович Ганна Михайлівна-«Ружа», (* 1925, с. Зелена, Надвірнянський район) — учасниця підпілля, дружина Гринішака-«Довбуша», господиня-куховарка, перший раз арештована важкопораненою літом 1951 року, визволена з лікарні вже з ампутованою лівою рукою, другий раз арештована з криївки «Грома» під час нападу, 17.05.1954 р. Засуджена на 25 років, замінено на 10 років, які просиділа. Жила в с. Залісся Золочівського р-ну Львівської області.
8. Яцків Катерина Іванівна, (* 1923, с. Маркова, Богородчанський район) — співпраця з ОУН, дружина Верхоляка-«Дуба», просиділа 8 літ, жила в с. Маркова.
9. Дзепчук Іван Ількович, (* 1922, жив у с. Зелена Надвірнянського р-ну) — співпраця з ОУН, дали 3 роки, з табору звільнила Хрущовська комісія. Помер.